# Alexandre Berdnikov
Pour les articles homonymes, voir Berdnikov.
Alexandre Vassilievitch Berdnikov (en russe : Алекса́ндр Васи́льевич Бе́рдников) fut de 2006 à 2019 le président du Gouvernement de la République de l'Altaï.

## Biographie
Alexandre Berdnikov est né le 8 avril 1953 à Gorno-Altaïsk. En 1986, il est diplômé de l'Université d'État pédagogique de l'Altaï. En 1973-1974, il est opérateur de machine dans une usine de meubles à Gorno-Altaïsk. En 1974-1976, il est policier, inspecteur de police. De 1976 à 1980, il est inspecteur principal de la Direction des enquêtes criminelles, chef du département d'enquête criminelle de la mairie de Gorno-Altaïsk. De 1980 à 1982, il est inspecteur principal pour les cas particulièrement importants du Département d'investigation criminelle de l'Altaï, puis devient le chef adjoint du département de lutte contre les crimes. De 1983 à 1990, il est chef du comité exécutif d'ATS Maiminsky de la région autonome de Gorno-Altaï. En 1990-1991, il est chef adjoint du Département des affaires intérieures de Gorno-Altaï au comité exécutif. En 1991-1992, il est vice-premier ministre, chef de la police criminelle MIA de la République de l'Altaï.
Le 14 octobre 2002, il devient inspecteur fédéral en chef dans le territoire de l'Altaï. Le 29 octobre 2002, il devient chef inspecteur fédéral de la République de l'Altaï et de la région de l'Altaï.
Depuis le 6 mars 2003, il est inspecteur fédéral en chef dans la région de l'Altaï, représentant du président dans le District fédéral sibérien.
Le 22 décembre 2005, Alexandre Berdnikov devient Président de la République de l'Altaï. Il est le plus haut fonctionnaire de la République.